# Anders Odel
Anders Odel (uttal med betoning på andra stavelsen i efternamnet), född 1 juni 1718 i Skövde stadsförsamling, Västergötland, död 16 september 1773 i Stockholm, var en svensk industriman, författare, konstnär och mönsterritare.

## Biografi
Anders Odel studerade vid Uppsala universitet och skrev som student Sinclairvisan (1739) som i 90 strofer skildrar den av ryska agenter mördade Malcolm Sinclair som möter bland andra Karl XII och uppmanar efterlevande svenskar att hämnas hans öde. Sinclairvisan bidrog till att göra det påtänkta kriget mot Ryssland populärt. Han skrev också Sagan om Gröt-fatet som behandlar stridigheter mellan stånden.
Efter studierna var Odel verksam som informator. I Stockholm kom han i kontakt med herrnhutismen, och skrev en del psalmer, som gavs ut i Sions Sånger 1743. Senare tog av avstånd från herrnhutismen.  Inga av psalmer är kända i Sverige, men i Finlands evangelisk-lutherska kyrkas psalmbok finns tre hans psalmer. I Siionin virret, som är psalmbok för den finska inomkyrkliga väckelserörelsen "De väckta" (heränneet) finns 22 av hans sånger.
Han blev volontär vid fortifikationen 1747 och gjorde slutligen en karriär som civil ämbetsman. Han var knuten till Manufakturverket från 1751 och som direktör för hallrätten i Stockholm från 1757. Han utgav en serie politiska pamfletter med stöd för hattpartiet. Odel studerade i sin ungdom konst för Guillaume Thomas Taraval och vistades i Paris 1748-1751 för att studera fransk konstmanufaktur. Vid Manufakturverket var han verksam som mönsterritare till sidentyger som vävdes för hovets räkning och han var dessutom anlitad av Rörstrands porslinsfabrik för framtagning av nya mönster. Av hans målade konst är bara en tavla känd, ett självporträtt som återfinns på Gripsholms slott.
Odel sympatiserade med hattpartiet och var en av dess viktigaste skriftställare.

## Familj
Anders Odel var son till Andreas Odhelius (1688–1730), kyrkoherde i Hångsdala i Västergötland, och Maria Billmark (1692–1760), omgift 1732 med Johan Beckner (1697–1754), kyrkoherde i Valstad i Västergötland.
Han var från 1756 gift med Brita Christina Röök (1738–1802), dotter till krigskommissarien i Krigskollegium, krigsrådet Jakob Röök och Katarina Maria Stierncrona, bosatta i Stockholm. Makarna hade fyra barn:
- Karl Johan Götrik Odel, född 1757, död 1787, livdrabant och från 1785 premiäradjutant vid Östgöta regemente. Ogift.
- Valdemar Odel, född och död 1758.
- Maria Virginia Odel, född 1759, död 1803, gift 1783 med Johan Nordin (1732–1784), sidenfabrikör i Stockholm, samt omgift 1786 med Bernt Gustav Westberg (1761–1835), kommissarie i Riksgäldskontoret och kommerseråd. Hon hade två söner i andra giftet.[12]
- Gustav Erik Odel, född och död 1761.